# Psycho Soldier
Psycho Soldier é um jogo de ação para arcade desenvolvido pela produtora japonesa SNK, lançado no Japão em 1986, e internacionalmente em 1987. O jogo tem como protagonistas a personagem Athena Asamiya (possível reencarnação da deusa grega Atena) e Sie Kensou. Psycho Soldier marca a estréia desses personagens em jogos eletrônicos (Athena já havia estreado em Athena, mas não sua encarnação atual).

## História
Psycho Soldier continua a história de Athena, onde a personagem Athena é uma Deusa.
Em tempos modernos, uma garota chamada Athena Asamiya, reencarnação da tal Deusa, sempre está disposta a ajudar a humanidade com seus poderes psíquicos, mas sem deixar de lado a sua carreira de ídolo Pop. Com aparições de forças malignas no Japão, Athena junta suas forças com Sie Kensou para acabar com todas essas atrocidades.